# سیلچار
سیلچار شهری در بخش کچار در ایالت آسام در هند است. این شهر ۳۴۳ کیلومتر (۲۱۳ مایل) جنوبشرقی گوآهاتی قرار دارد.